# Berekum Arsenal FC
El Berekum Arsenal Football Club es un equipo de fútbol de Ghana que milita en la Segunda División de Ghana, la segunda liga de fútbol más importante del país.

## Historia
Fue fundado en el año 1978 en la ciudad de Berekum y su nombre y su uniforme están inspirados en su homólogo de Inglaterra, el Arsenal FC de Londres, pero nunca ha sido campeón de liga ni ha ganado torneos de copa en Ghana.
A nivel internacional ha participado en 1 torneo continental, la Copa Confederación de la CAF 2006, donde fue eliminado en la Segunda ronda por el Atlético Petróleos Luanda de Angola.

## Participación en competiciones de la CAF
| Temporada | Torneo                       | Ronda | Club           | Casa | Visita | Global |
| --------- | ---------------------------- | ----- | -------------- | ---- | ------ | ------ |
| 2006      | Copa Confederación de la CAF | 1     | Diables Noirs  | 2-0  | 1-2    | 3-2    |
| 2006      | Copa Confederación de la CAF | 2     | Petro Atlético | 0-0  | 0-2    | 0-2    |

## Entrenadores

### Entrenadores destacados
- Paa Kwesi Fabin

## Jugadores

### Jugadores destacados
| - Eric Adu-Poku - Stephen Amankwah - Charles Ampiah - Alex Asamoah - James Boadu - Osei Boateng - Ibrahim Daudu - Prosper Gargo - Murtaladi Mohammed | - Michael Oppong - Kofi Osei - Addai Owusu - Benjamin Owusu - John Paintsil - Ibrahim Yahaya - Afranie Yeboah - Frank Yeboah - Prince Yeboah |